# Age Robert Tammenoms Bakker
Age Robert „A. R.“ Tammenoms Bakker (* 13. Dezember 1919; † 11. Oktober 2015) war ein niederländischer Diplomat.

## Leben
Tammenoms Bakker wurde 1919 geboren. In den 1940er Jahren studierte er Rechtswissenschaften an der Universität von Amsterdam.
Ab 1964 übernahm er die Leitung einer Reihe niederländischer Auslandsvertretungen: von 1964 bis 1970 in Ankara, von 1970 bis 1974 in Moskau, von 1974 bis 1980 in Washington, D.C. und 1980 bis 1985 in Paris.